# Iain Chambers
Iain Michael Chambers (1949) è un antropologo, sociologo ed esperto di studi culturali britannico.
Membro del gruppo diretto da Stuart Hall all'Università di Birmingham, Chambers è stato uno dei principali esponenti del celebre Centro per gli Studi della Cultura Contemporanea ivi fondato, che ha dato vita a una fiorente branca della sociologia anglosassone contemporanea. Successivamente si è trasferito in Italia dove insegnava Studi culturali e postcoloniali all'Università degli Studi di Napoli "L'Orientale" ed ha fondato il Centro per gli Studi Postcoloniali. È autore di numerosi volumi di successo scritti in inglese e in italiano e tradotti in diverse lingue. I suoi campi di studio spaziano dall'urbanizzazione alla cultura popolare, la musica, la memoria, e la formazione coloniale della modernità.

## Pubblicazioni in volume
- Urban Rhythms: pop music and popular culture, Macmillan, 1985 [trad. Ritmi urbani, Costa & Nolan, 1986, Arcana, 2003, Meltemi, 2018]
- Popular Culture. The metropolitan experience, Methuen, 1986
- Border dialogues. Journeys in postmodernity, Routledge, 1990 [trad. Dialoghi di frontiera: viaggi nella postmodernità, Liguori, 1995]
- Migrancy, culture, identity, Routledge, 1994 [trad. Paesaggi migratori: cultura e identità nell'epoca postcoloniale, Costa&Nolan, 1996, Meltemi, 2003, 2018]
- Hendrix, hip hop e l’interruzione del pensiero (con Paul Gilroy), Costa & Nolan, 1995
- The Post-colonial question. Common skies, divided horizons, (con Lidia Curti), Routledge, 1996 [trad. La Questione postcoloniale, Liguori, 1997]
- Culture after humanism, Routledge, 2001 [trad. Sulla soglia del mondo. L’altrove dell’occidente, Meltemi, 2003]
- Esercizi di potere: Gramsci, Said e il postcoloniale, Meltemi Editore, 2006
- Mediterranean Crossings. The Politics of an Interrupted Modernity, Duke University Press, 2008 [trad. Le molte voci del Mediterraneo, Raffaello Cortina, 2007]
- Location, borders and beyond, 2012, 2018
- Mediterraneo blues. Musiche, malinconia postcoloniale, pensieri marittimi, Bollati Boringhieri, 2012, Tamu 2020
- Postcolonial Interruptions, Unauthorised Modernities, Rowman & Littlefield, 2017.
- La questione mediterranea (con Marta Cariello), Mondadori, 2019
- The Mediterranean Question (with Marta Cariello), Punctum Books, 2025